# Hiver
Pour les œuvres portant ce nom, voir l'Hiver.
Cet article possède des paronymes, voir Hivert et Yvert.

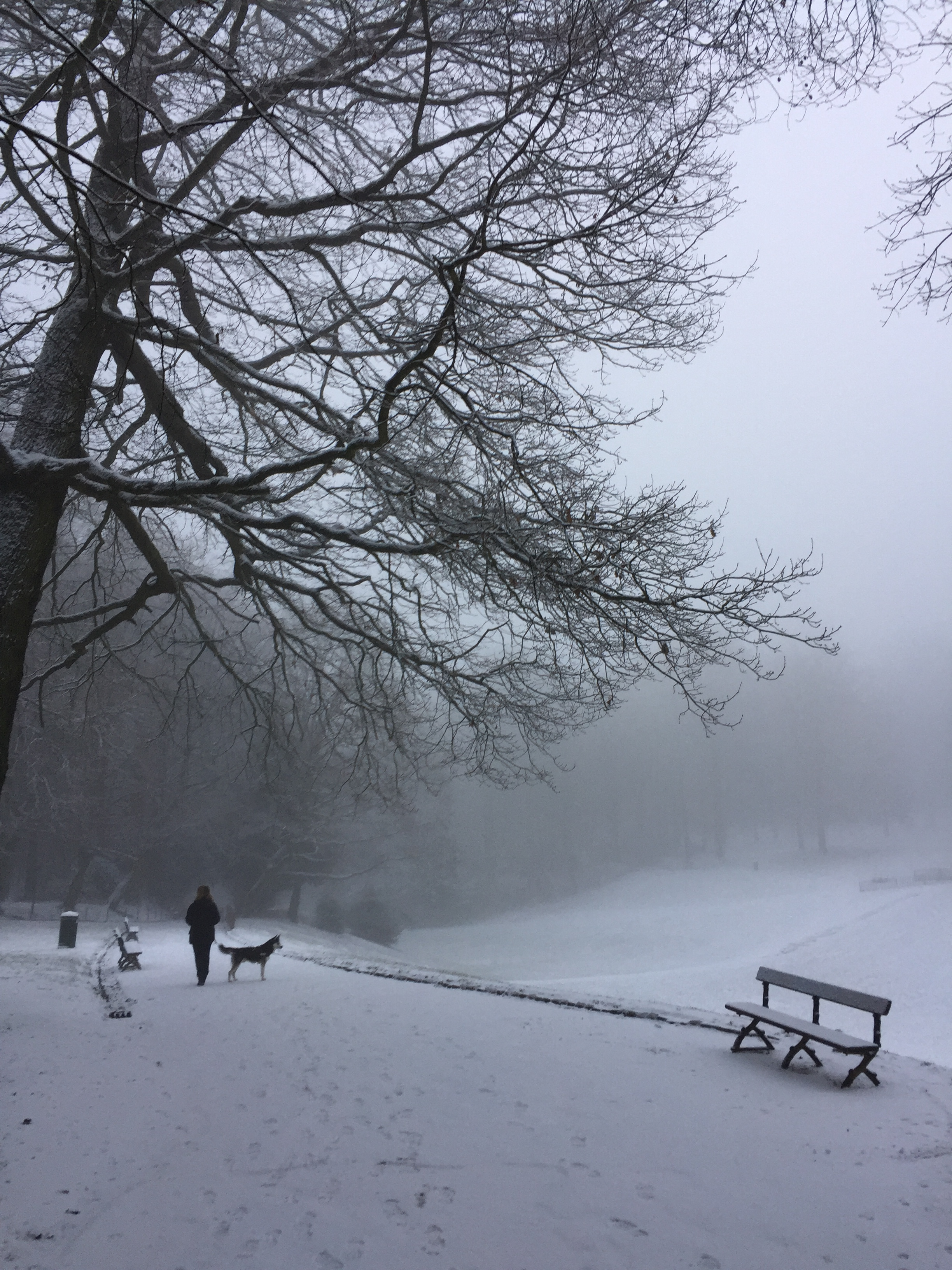
Paysage d'un jour d'hiver enneigé au bois de la Cambre à Bruxelles, en 2017.

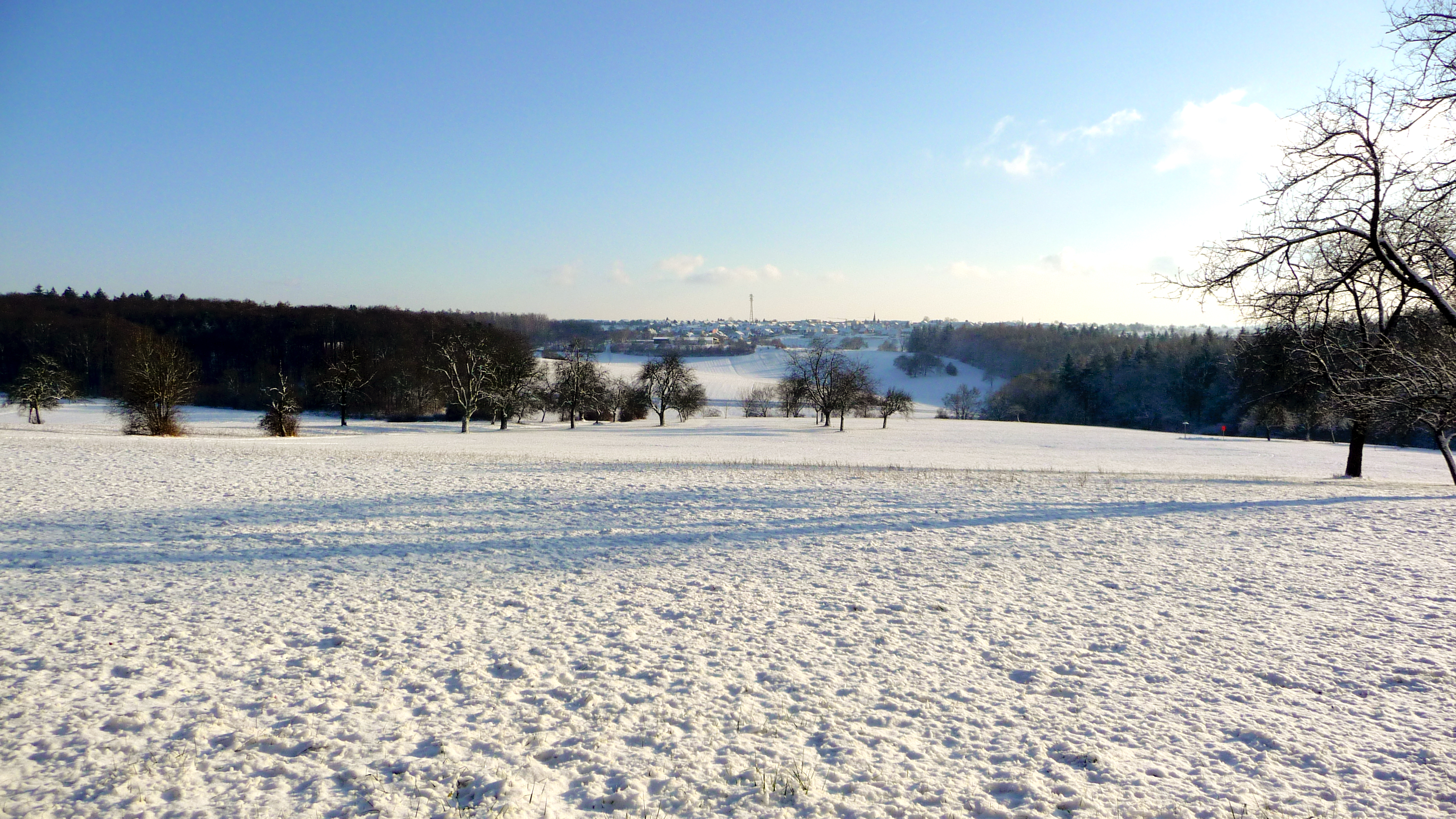
Paysage d'un jour d'hiver enneigé à Neulingen (Bade-Wurtemberg, Allemagne).

L'hiver est l’une des quatre saisons de l’année dans les zones tempérées et polaires de la Terre. L'hiver suit l'automne et précède le printemps. Il existe plusieurs définitions de l'hiver : astronomique (saison comprenant les jours les plus courts de l'année), météorologique (saison comprenant les mois les plus froids de l'année), et calendaire (dont les dates varient selon les pays).
Dans l’hémisphère nord, l'hiver se situe entre le dernier trimestre de l'année et le premier de l'année suivante. Dans l'hémisphère sud comme en Australie, Madagascar ou l'île de La Réunion, il se situe entre les deuxième et troisième trimestres de l'année. Quelle que soit la définition, c'est la période du repos des plantes et de l'hibernation des animaux. La distance entre le Soleil et la Terre la plus petite, le périhélie, se produit lors de l'hiver dans l'hémisphère nord.

## Étymologie
Le substantif masculin,, « hiver » (prononcé : [ivε:ʀ]) est un emprunt au bas latin hibernum (« hivers »), qui est une abréviation de la locution du latin classique hibernum tempus (« saison hivernale ») et a évincé le latin classique hiems.

## Définitions

### Astronomique

Animation de la couverture neigeuse suivant les saisons.

Du point de vue astronomique, l'hiver débute avec le solstice d'hiver et se termine avec l'équinoxe suivant (qui marque, lui, le début du printemps).
Ainsi, dans l'hémisphère nord, l'hiver astronomique va, environ, du 21 décembre au 20 mars. Dans l'hémisphère sud, l'hiver astronomique austral est inversé et va donc, environ, du 21 juin au 22 septembre.

### Météorologique
Du point de vue météorologique, l'hiver correspond à la période la plus froide de l'année. Dans l'hémisphère nord, l'hiver météorologique comprend donc les mois de décembre, janvier et février. En France métropolitaine, le mois le plus froid est celui de janvier. Le 2e mois le plus froid est, selon les régions, le mois de décembre (c'est par exemple le cas à Lyon) ou le mois de février (c'est le cas, par exemple, à Paris).
Dans l'hémisphère sud, l'hiver météorologique austral est inversé et se situe donc aux mois de juin, juillet et août. En Australie, le mois le plus froid est celui de juillet ; le 2ᵉ mois le plus froid est, selon les régions, le mois de juin (c'est le cas par exemple à Brisbane) ou le mois d'août (c'est le cas à Melbourne).

### Calendaire

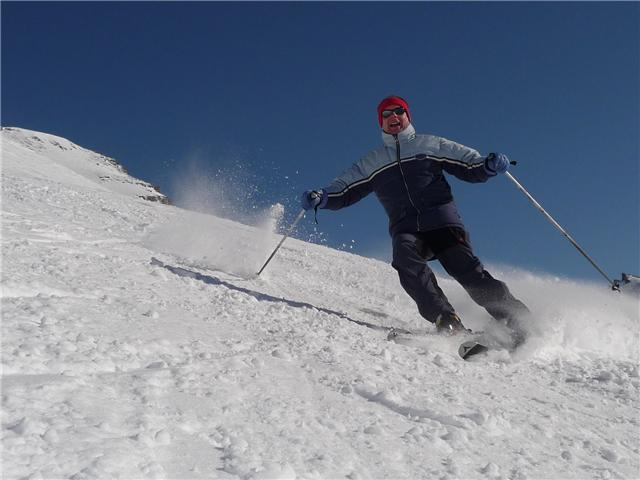
L'hiver est associé à des sports tels que le ski.

Les dates de début et de fin de l'hiver diffèrent passablement selon les cultures. Certains calendriers (comme en France) font commencer l'hiver le 21 ou le 22 décembre, lors du solstice d'hiver, et finir le 20 mars, à l'équinoxe de printemps. En Ukraine, l'hiver commence le 1er décembre, ce qui correspond à l'hiver météorologique. En Australie, à Madagascar comme à l'île de la Réunion, il débute vers le 1er juin, ce qui correspond à l'hiver météorologique austral.
D'autres pays du continent européen[Lesquels ?] ont tendance à faire coïncider l'hiver calendaire et l'hiver astronomique, allant du mois de novembre au mois de février, par exemple en le faisant commencer le 11 novembre, lors de la Saint-Martin, un jour presque à mi-chemin entre les dates de l'équinoxe et du solstice dans l'ancien calendrier julien et en le faisant terminer le 14 février, la Saint-Valentin, qui est perçu dans le paganisme, puis le christianisme comme le début du printemps symbolique de la renaissance de la nature et de l'amour.
Dans les pays celtiques (par exemple, dans l'ancien calendrier irlandais) et en Scandinavie, l'hiver débute le 1er novembre, à la Toussaint ou Samain. Il se termine lors de la Chandeleur ou Imbolc, le 1er ou 2 février. De même, les carnavals qui ont lieu courant février et mars, fêtent dans les pays latins la fin de l'hiver et l'arrivée des beaux jours. Dans le calendrier chinois (ainsi que d'autres calendriers de l'est asiatique), l'hiver débute vers le 7 novembre, lors du jieqi lìdōng (立冬, littéralement : « début de l'hiver »).

## Caractéristiques

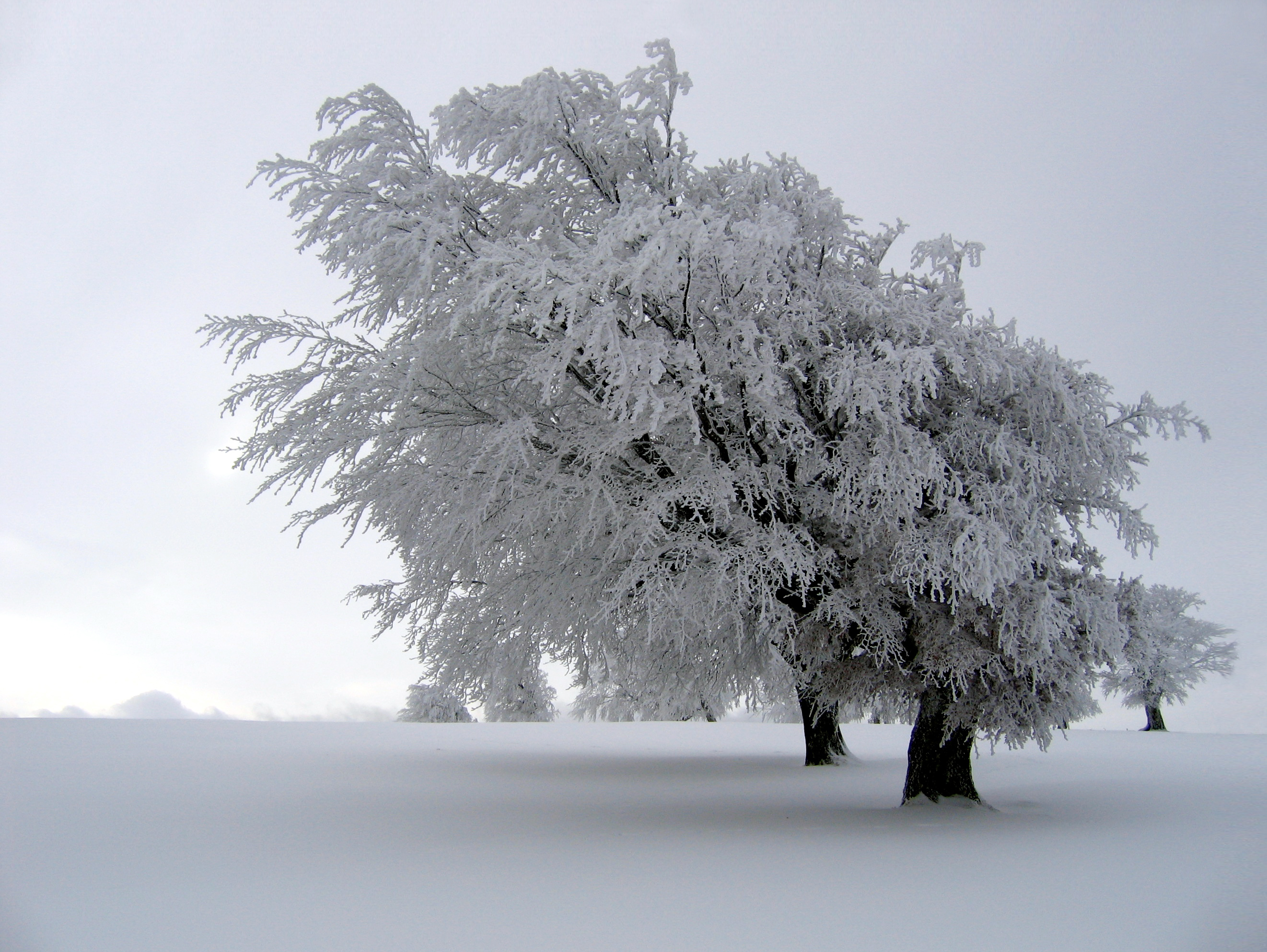
Dans de nombreuses parties du monde, l'hiver est associé à la neige et à la glace. Ci-dessus, paysage d'hiver en Allemagne.

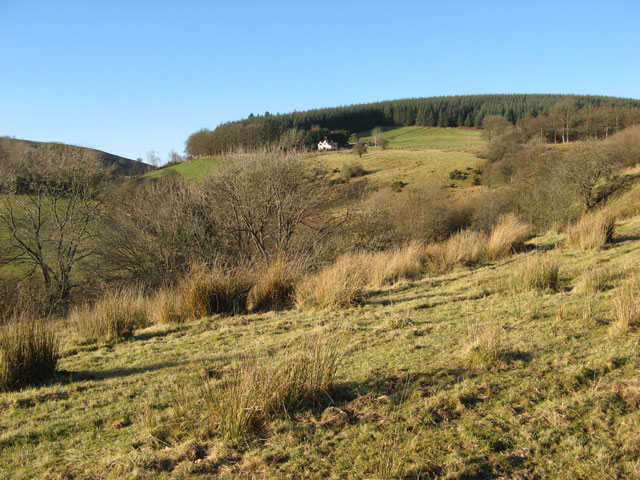
Paysage hivernal sans neige au pays de Galles. L'herbe est jaunie et les arbres ont perdu leurs feuilles.

L'hiver météorologique coïncide avec les jours les plus courts et les températures les plus basses. Certaines régions connaissent les précipitations les plus fortes en hiver, ainsi qu'une humidité prolongée du fait que les basses températures ralentissent l'évaporation.
Les accumulations de neige et de glace sont principalement associées à l'hiver dans l'hémisphère nord, du fait des grandes masses continentales qui s'y trouvent. Dans l'hémisphère sud, le climat plus maritime et la relative absence de masses continentales en dessous de 40° S rend les hivers plus doux ; la neige et la glace sont plus rares dans les zones habitées de l'hémisphère sud. Les hivers sont alors plus souvent caractérisés par un temps pluvieux et gris, avec des températures variables (en moyenne de 15 à 3 °C, les plus froides descendant aux alentours des -5 C°). On trouve de la neige toute l'année dans les régions élevées, comme les Andes, la Cordillère australienne et les montagnes de Nouvelle-Zélande, et parfois dans le sud de la Patagonie.
De façon générale, plus on se rapproche des pôles, et plus on s'éloigne vers l'est dans les masses continentales de l'hémisphère nord, plus l'hiver est réputé rigoureux. Cela est également vrai en montagne lorsque l'altitude augmente.

### Durée du jour
Quelles que soient les limites choisies, l'hiver se caractérise par des journées plus courtes que les nuits, ce qui est le cas entre les équinoxes d'automne et de printemps. Ce qui correspond à la conception « étendue » de « l'hiver ». À partir du solstice d'hiver, la durée de la nuit commence à diminuer, et celle de la journée à augmenter. Le solstice d'hiver correspond à la journée la plus courte de l'année .
Au-delà des cercles polaires, l'hiver possède au moins une nuit ininterrompue de plus de 24 heures. Et jusqu'à toute la durée de « l'hiver » (6 mois), aux pôles.

### Causes

Saisons sur Terre en relation avec son orbite.

Les saisons terrestres sont essentiellement causées par l'inclinaison de l'axe de la Terre par rapport à son plan orbital. La Terre est inclinée de 23,44° sur son orbite, orientant différentes latitudes face au Soleil pendant une révolution complète.
Lorsque l'hémisphère nord connait l'hiver, l'hémisphère sud fait face au Soleil de façon plus directe, et inversement lorsque l'hiver est installé dans l'hémisphère sud. Du point de vue d'un observateur terrestre, l'altitude maximale du Soleil (à son zénith journalier) dans le ciel est plus basse en hiver qu'en été. Pendant l'hiver, l'altitude solaire plus faible implique que les rayons solaires touchent l'hémisphère correspondant suivant un angle fortement oblique, dispersant le rayonnement solaire sur une plus grande surface. La lumière solaire traverse également une couche plus importante d'atmosphère, permettant une dissipation accrue de son énergie.
L'orbite de la Terre n'est pas parfaitement circulaire, mais légèrement excentrique. Le périhélie terrestre est atteint peu après le solstice de décembre, c'est-à-dire pendant la période hivernale dans l'hémisphère nord. Près du périhélie, en accord avec la deuxième loi de Kepler, la Terre parcourt plus rapidement son orbite qu'à l'aphélie ; en conséquence, l'hiver est légèrement plus court que l'été dans l'hémisphère nord. Finalement, le minimum de température n'est pas au moment du solstice mais un peu plus tard, ce retard saisonnier est dû à l'inertie thermique du sol et de l'océan.

### Hivers particulièrement rigoureux
Certaines années connaissent des hivers particulièrement froids qui influent sur la société humaine (disette ; famine due aux mauvaises récoltes ; mortalité accrue...) et marquent la mémoire collective :
| XIe siècle                                                         | XIIe siècle | XIIIe siècle | XIVe siècle | XVe siècle | XVIe siècle | XVIIe siècle | XVIIIe siècle | XIXe siècle | XXe siècle | XXIe siècle |
| ------------------------------------------------------------------ | ----------- | ------------ | ----------- | ---------- | ----------- | ------------ | ------------- | ----------- | ---------- | ----------- |
| 1076-1077                                                          |             | 1242-1243    |             | 1407-1408  | 1507-1508   | 1607-1608    | 1708-1709     | 1879-1880   | 1916-1917  | 2005-2006   |
|                                                                    |             |              |             | 1419-1420  | 1513-1514   | 1615-1616    | 1715-1716     |             | 1928-1929  | 2009-2010   |
|                                                                    |             |              |             | 1422-1423  | 1534-1535   | 1620-1621    | 1728-1729     |             | 1938-1939  | 2010-2011   |
|                                                                    |             |              |             | 1434-1435  | 1543-1544   | 1640-1641    | 1739-1740     |             | 1939-1940  | 2011-2012   |
|                                                                    |             |              |             | 1442-1443  | 1552-1553   | 1655-1656    | 1741-1742     |             | 1941-1942  | 2012-2013   |
|                                                                    |             |              |             | 1457-1458  | 1564-1565   | 1657-1658    | 1775-1776     |             | 1946-1947  |             |
|                                                                    |             |              |             | 1480-1481  | 1568-1569   | 1659-1660    | 1783-1784     |             | 1953-1954  |             |
|                                                                    |             |              |             | 1490-1491  | 1570-1571   | 1662-1663    | 1784-1785     |             | 1956       |             |
|                                                                    |             |              |             |            | 1594-1595   | 1669-1670    | 1788-1789     |             | 1962-1963  |             |
|                                                                    |             |              |             |            |             | 1676-1677    | 1794-1795     |             | 1978-1979  |             |
|                                                                    |             |              |             |            |             | 1683-1684    |               |             | 1984-1985  |             |
|                                                                    |             |              |             |            |             | 1694-1695    |               |             |            |             |
| Sources : M. Garnier, Mémorial de la météorologie nationale, 1967, |             |              |             |            |             |              |               |             |            |             |

## Écologie

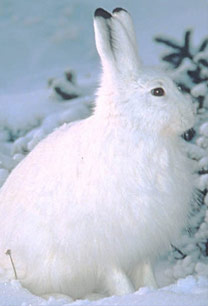
Le lièvre d'Amérique, un animal dont le pelage change de couleur en hiver.

Pour survivre à l'hiver, certains animaux ont développé des adaptations comportementales et morphologiques pour l'hivernage :
- La migration est un effet courant, principalement chez les oiseaux (la majorité des oiseaux ne migrent pas, cependant). Certains papillons migrent également selon la saison ;
- L'hibernation est un état de réduction du métabolisme pendant l'hiver ;
- Certains animaux font des réserves de nourriture en prévision de l'hiver et subsistent grâce à elles au lieu d'hiberner complètement ;
- La couleur et la musculature de certains animaux peuvent se modifier pendant l'hiver. La couleur de leur fourrure ou de leur plumage change par exemple au blanc ;
- Certains mammifères à fourrures développent un pelage plus épais pendant l'hiver, accroissant la rétention de chaleur. Il est ensuite perdu après l'hiver. Ce pelage épais faisait de l'hiver la saison privilégiée des trappeurs ;
- Quelques animaux profitent des propriétés isolantes de la neige en s'enfouissant sous elle.

Les plantes annuelles ne survivent pas à l'hiver. De nombreuses petites plantes vivaces profitent de l'effet isolant de la neige en étant recouvert par elle. Les plus grandes plantes, tout particulièrement les feuillus, laissent généralement leurs parties supérieures au repos et leurs racines protégées par une couche de neige. Peu de plantes éclosent pendant l'hiver, mais quelques exceptions existent comme l'abricotier du Japon qui fleurit vers le nouvel an chinois.

## Mythologie
Dans la mythologie grecque, Hadès enlève Perséphone afin d'en faire sa femme. Zeus ordonne à Hadès de la retourner à Déméter, sa mère et déesse de la Terre. Cependant, Hadès amène Perséphone à manger six pépins du fruit des morts, conduisant Zeus à un compromis : il décrète que Perséphone doit passer six mois avec Démeter et six mois avec Hadès. Pendant la période où sa fille est avec Hadès, la tristesse de Démeter provoque l'hiver.
Dans la mythologie celtique brittonique, Gwynn ap Nudd capture une jeune femme nommée Creiddylad. Le 1er mai, son amant Gwythr ap Greidawl (en) combat Gwyn afin de la récupérer, symbolisant la lutte entre l'hiver et l'été. De ces mythologies, notamment celles des Saturnales, sont issus les rituels festifs de l'hiver.
Dans la mythologie abénaquise, l'hiver (Pebon) est un puissant sorcier qui endort son auditoire en racontant des histoires.

## Arts

### Peinture

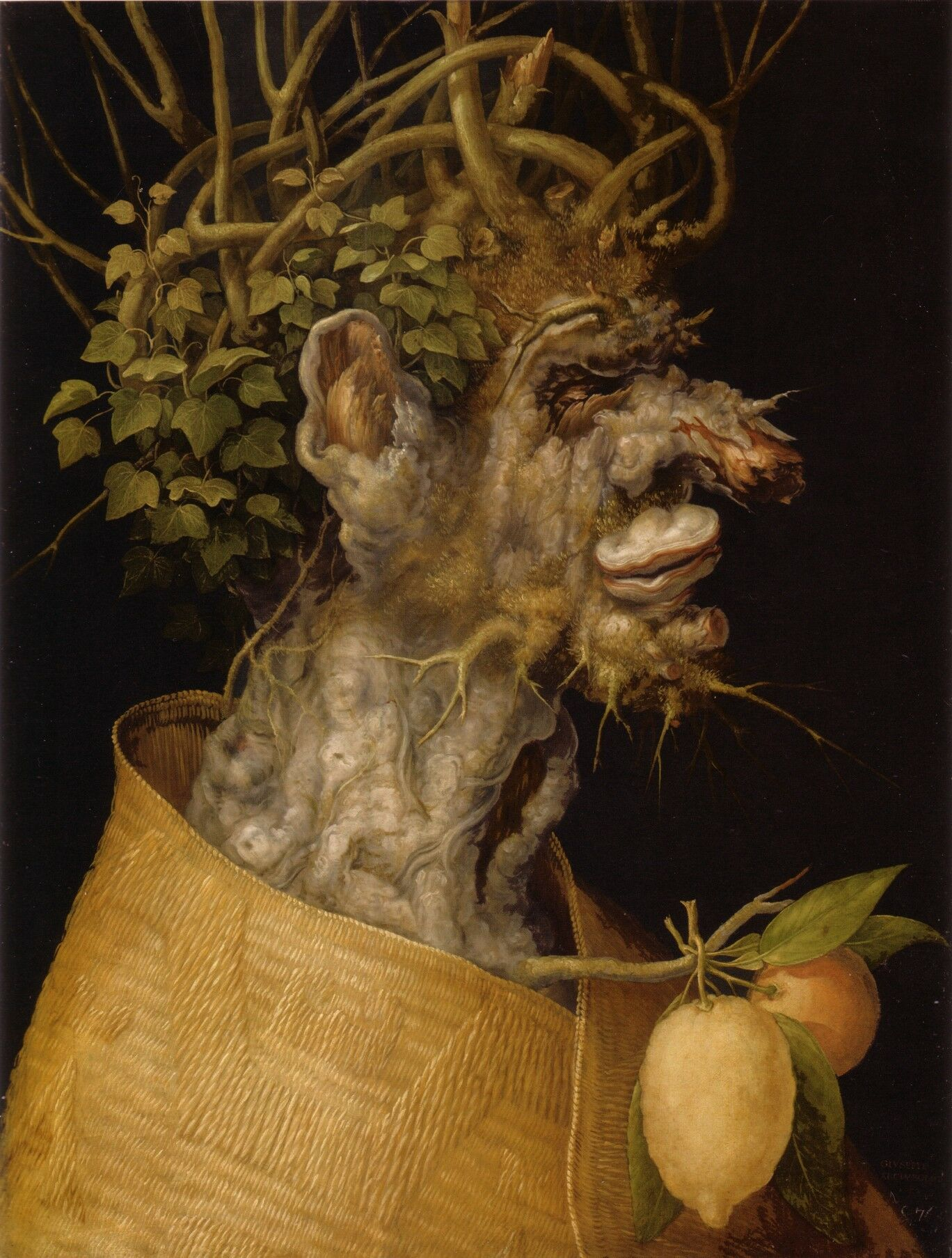
L’Hiver, Giuseppe Arcimboldo, 1563.
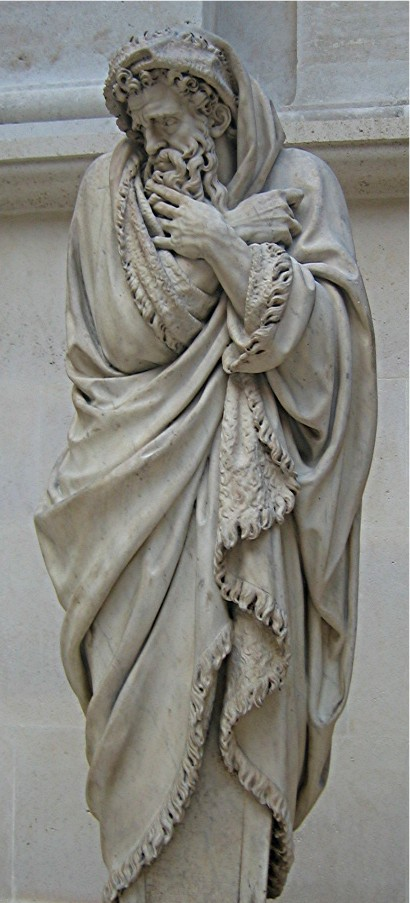
Allégorie de l'hiver, Pierre Le Gros l'aîné.
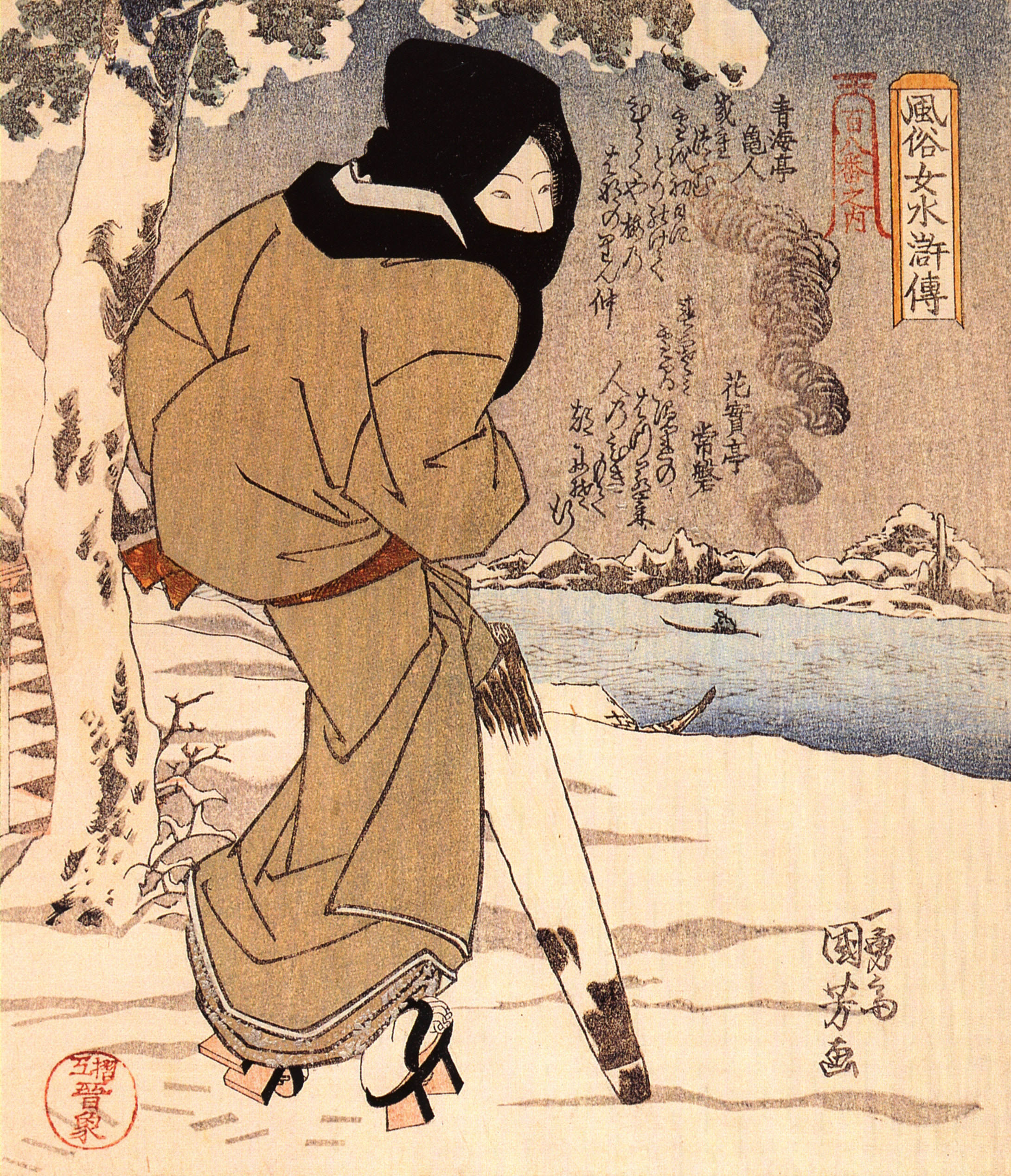
Femme marchant dans la neige, Utagawa Kuniyoshi.
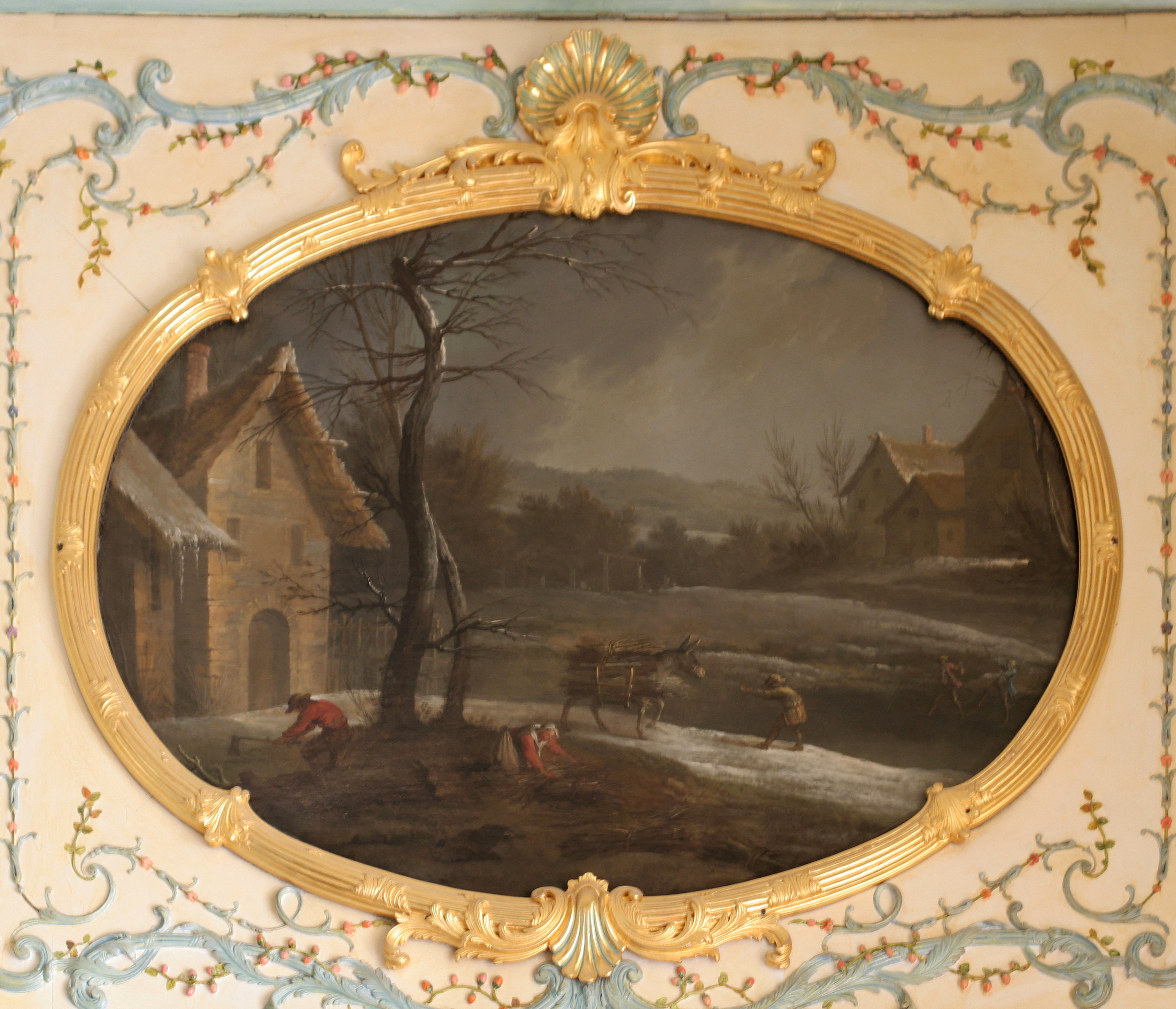
L'Hiver ou Le Fagottage, de Jean-Baptiste Oudry, 1749.
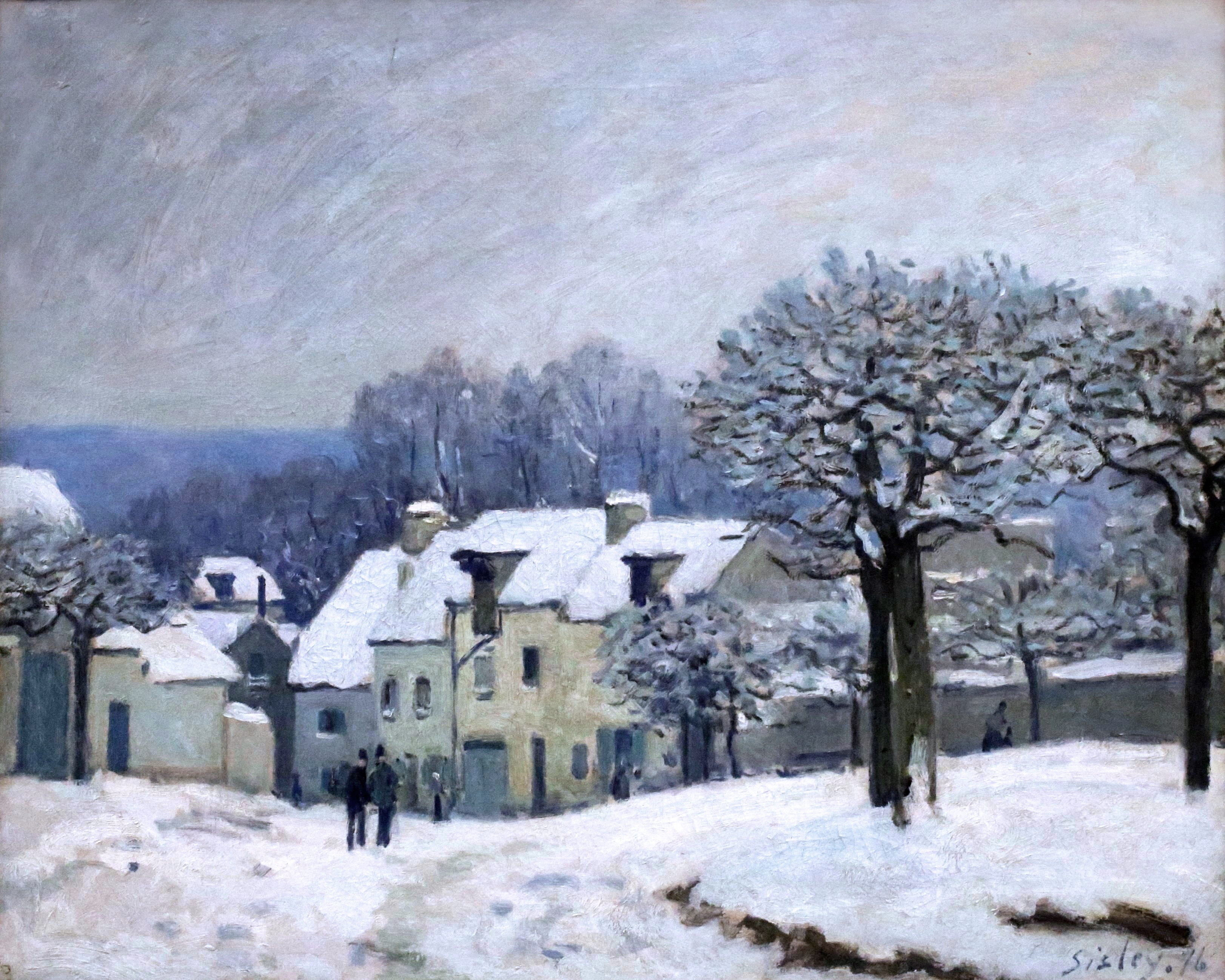
La Place du Chenil à Marly, effet de neige, 1876, par Alfred Sisley.
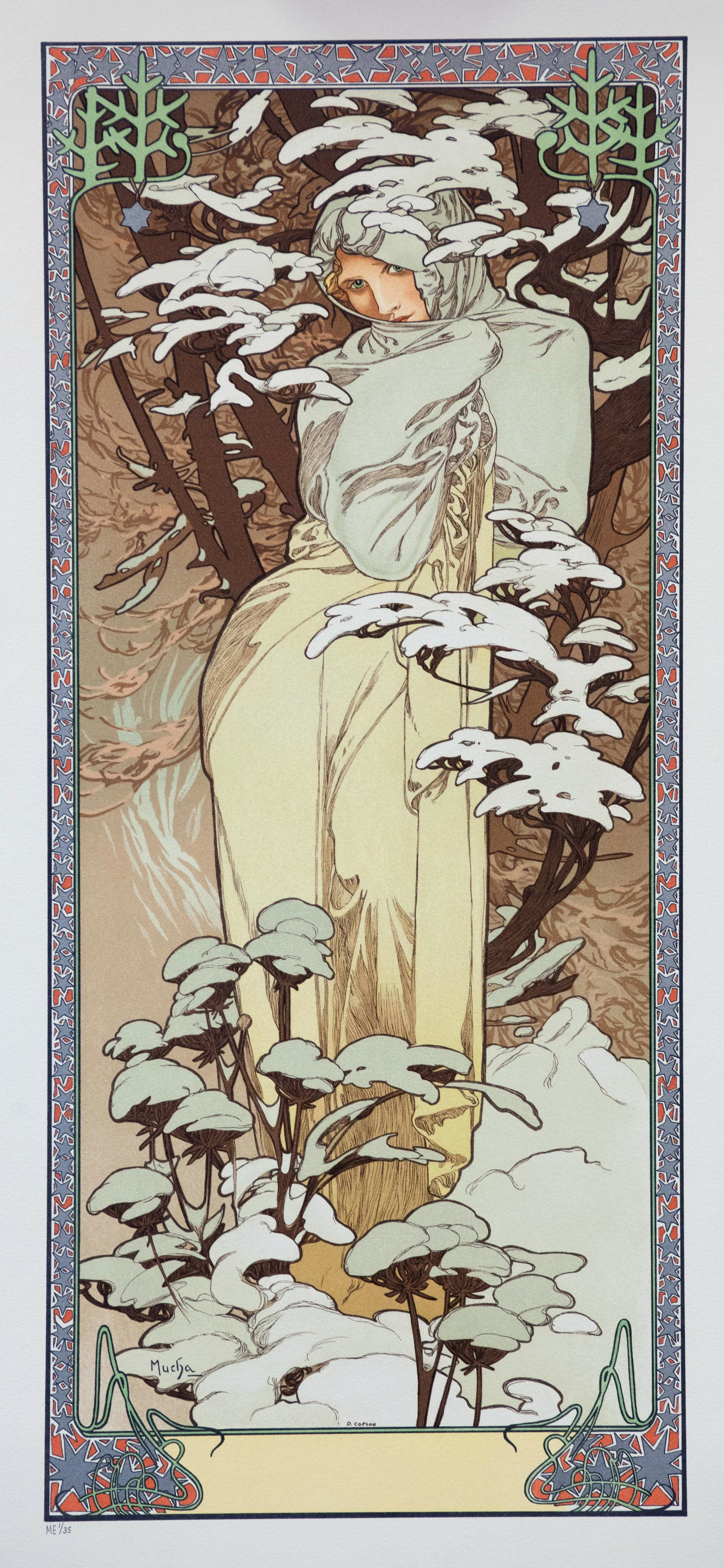
L'Hiver par Alfons Mucha.

#### Au Moyen Âge
Les représentations artistiques de l’hiver sont essentiellement en résonance avec la réalité de la saison. D’autre part, elles conservent l’ambivalence de la symbolique hivernale héritée de l’Antiquité. Les traces artistiques permettent d’appréhender ce qu’était l’hiver au Moyen Âge, que ce soit dans sa quotidienneté ou son imagination. L’hiver est froid, gel et neige, soit tous des éléments contre lesquels les individus devaient combattre.

### Enluminure
Une importante portion de la représentation de la saison hivernale s’est construite dans les enluminures des livres d’heures, ces derniers étant de plus en plus répandus vers la fin du Moyen Âge. Ouvrant une fenêtre sur le paysage, les enluminures sont parmi les premières représentations du temps météorologiques en hiver. Dans les livres d’heures, on voit des représentations de travaux ruraux (coupe du bois, exécution du cochon), mais aussi d’une recherche du confort ; les enluminures montrent à l’envi des hommes se réchauffant au pied de la cheminée. Toujours dans les livres d’heures, d’autres images insistent plutôt sur l’hiver comme temps culinaire, où on voit des hommes et des femmes cuisinant le pain en décembre, faisant un festin en janvier et préparant des crêpes en février, Néanmoins, un changement dans les représentations artistiques semble survenir vers la fin du Moyen Âge. Dans les enluminures, on voit se multiplier des paysages d’hiver, ces derniers insistant particulièrement sur la neige ; on voit beaucoup de paysages enneigés, mais rarement des scènes de pluies ou de tempêtes, de ciels couverts ou bien de brumes. On voit aussi un adoucissement de la négativité de l’hiver par l’évocation de la neige qui se veut méditative, mais donnant lieu dans les enluminures à des scènes pittoresques.

### Musique
- L'Hiver est le nom du dernier des quatre concertos formant l'ensemble des Quatre Saisons composé par Antonio Vivaldi au XVIIIe siècle.

### Littérature
Parmi les textes consacrés à l'hiver, on citera :
- L'hiver et l'été -(H)Yver, vous n'êtes qu'un vilain-, poème de Charles d'Orléans ;

- Spleen I (poème) - Pluviôse, irrité contre la ville entière, poème de Charles Baudelaire ;

- L'Hiver de Bernard Clavel.